# 語彙素
語彙素（ごいそ、英: Lexeme）とは、言語学における形態論的単位であり、異なる形態であるが同じ語であると考えられるものからなる語の集合をいう。例えば英語のchild - children、go - goes - went - gone - going、あるいはbig - bigger - biggestは、それぞれ同じ語彙素としてまとめられる。
1つの言語の語彙素からなる何らか（または全て）の集合を語彙といい、語彙素は語彙の単位でもある。

## 概要
語彙素はレンマ（Lemma、基本形：上の例でいえばそれぞれchild、go、big）で代表され、ある言語における語彙素の総体がレクシコン（Lexicon、語彙目録）である。レクシコンとレンマは一般的概念であるが、具体的なものとしては辞書と見出し語とに相当する。
語彙素は特定の統語的範疇（品詞）に属し、固有の意味を有し、屈折（動詞の活用や、名詞の格変化など）を有する言語ではその各形態が「変化表」として表現される。語彙素の各形態とその用法は、文法規則に支配される。

### 語彙素の概念
語彙素の概念は形態論で重要であり、多くの他の概念がこれによって定義される。例えば、屈折と派生の違いは次のように述べられる。
| 屈折 | 語彙素が各形態として出現する。               |
| 派生 | ある語彙素が基になって他の語彙素が発生する。 |

屈折と派生の区別は言語によって異なるが、これも個々の語彙素の定義の違いによる。例えば日本語で「明らかに」は「明らかな」などとともに形容動詞「明らかだ」の屈折形（連用形）と考えられる。一方英語では、evidentとevidentlyは意味的には共通部分が大きいが異なる品詞、つまり後者は前者の派生形である（日本語でも「明らかさ」は派生語(独立の名詞)と考えるのが一般的である）。